# Ramboldia plicatula
Ramboldia plicatula är en lavart som först beskrevs av Johannes Müller Argoviensis, och fick sitt nu gällande namn av Kantvilas & Elix. Ramboldia plicatula ingår i släktet Ramboldia och familjen Lecanoraceae.   Inga underarter finns listade i Catalogue of Life.